# Ramasindrazana của Madagascar
Công chúa Ramasindrazana của Madagascar là một công chúa người Malagasy và là dì của Ranavalona III.

## Tiểu sử
Công chúa Ramasindrazana là một thành viên của hoàng tộc Malagasy. Bà là dì của Công chúa Rasendranoro và Ranavalona III, nữ hoàng cuối cùng của Madagascar.

Sau khi chế độ quân chủ bị bãi bỏ bởi chế độ thực dân Pháp vào năm 1897, Ramasindrazana phải sống lưu vong cùng với các thành viên khác trong hoàng tộc. Đồng hành cùng Công chúa Rasendranoro và Công chúa Razafinandriamanitra, bà tham gia cùng Nữ hoàng Ranavalona tại Toamasina. Từ đó, họ bắt một con tàu đến Réunion và cư trú tại khách sạn de l'Europe ở Saint-Denis. Sau khi sống trong khách sạn một tháng, gia đình hoàng gia chuyển đến một ngôi nhà gần các văn phòng chính phủ. Khi ở Saint-Denis, bà đã đi cùng nữ hoàng trong các chuyến thăm và xuất hiện công khai, bao gồm thăm một nhà thờ mới đang được xây dựng và gặp gỡ với Thống đốc Réunion. Ramasindrazana sống ở đó như một phần của gia đình nữ hoàng trong gần hai năm cho đến khi họ được chính phủ Pháp chuyển đến và đưa đến Marsielles. Sau khi sống ở Pháp được hai tháng, bà đi cùng nữ hoàng trong một lần chuyển đến Algeria thuộc Pháp. Bà chuyển đến một biệt thự ở Algiers với nữ hoàng như một phần của gia đình hoàng gia.
 Khi nữ hoàng qua đời vào năm 1917, Ramasindrazana rời Algeria và chuyển đến Alpes-Maritimes ở Pháp, nơi bà sống cho đến khi chết.